# Karaczan zielony
Karaczan zielony, karaczan bananowy (Panchlora nivea) – gatunek karaczana występujący w Ameryce Środkowej, Ameryce Południowej, Indiach Zachodnich oraz przygodnie w USA.
Dorosłe osobniki mają 15 do 20 mm długości. Ich ciało jest spłaszczone.
Owad posiada skrzydła, jest koloru bladozielonego do żółtozielonego z żółtą linią biegnącą po bokach. Nimfy są brązowe.
Ooteka (kapsułka jajowa) tego karaczana ma długość 3-4 mm. Badania wykazały że, owady składają 28 do 60 jaj (średnio 46). Samica przenosi ootekę wewnątrz ciała zanim wylęgną się larwy. Jak wykazały badania laboratoryjne, w temperaturze 24°C jaja wykluwają się w przeciągu 48 dni. Nimfy samców osiągają dojrzałość po około 144 dniach, a nimfy samic po 181 dniach.
W naturze występuje min. pod próchniejącymi pniami palmy kokosowej. Jest zwierzęciem głównie nocnym, przyciąga go światło. Nie zasiedla budynków.